# The Open Championship 1996
De 125e editie van het Brits Open werd van 14-17 juli gespeeld op de Royal Lytham & St Annes Golf Club.
Tom Lehman trok alle aandacht. Na de derde ronde had hij zes slagen voordprong op Mark McCumber en Ernie Els. De voorsprong kromp tot twee slagen, maar hij behaalde zijn eerste en enige 'Major'overwinning. Bobby Jones was zeventig jaar eerder de laatste speler die het Open op deze baan won.
Beste amateur was Tiger Woods, die met een score van 281 (–3) gedeeld 22ste werd. Zes weken later werd hij professional.

## Top-10
| Nr | Speler        | Score           | Score | Prijs (£) |
| -- | ------------- | --------------- | ----- | --------- |
| 1  | Tom Lehman    | 67-67-64-73=271 | –13   | 200,000   |
| T2 | Ernie Els     | 68-67-71-67=273 | –11   | 125.000   |
| T2 | Mark McCumber | 67-69-71-66=273 | –11   | 125.000   |
| 4  | Nick Faldo    | 68-68-68-70=274 | –10   | 75.000    |
| T5 | Mark Brooks   | 67-70-68-71=276 | –8    | 50.000    |
| T5 | Jeff Maggert  | 69-70-72-65=276 | –8    | 50.000    |
| T7 | Fred Couples  | 67-70-69-71=277 | –7    | 35.000    |
| T7 | Peter Hedblom | 70-65-75-67=277 | –7    | 35.000    |
| T7 | Greg Norman   | 71-68-71-67=277 | –7    | 35.000    |
| T7 | Greg Turner   | 72-69-68-68=277 | –7    | 35.000    |

Vanaf 1970:
1970 ·
1971 ·
1972 ·
1973 ·
1974 ·
1975 ·
1976 ·
1977 ·
1978 ·
1979 ·
1980 ·
1981 ·
1982 ·
1983 ·
1984 ·
1985 ·
1986 ·
1987 ·
1988 ·
1989 ·
1990 ·
1991 ·
1992 ·
1993 ·
1994 ·
1995 ·
1996 ·
1997 ·
1998 ·
1999 ·
2000 ·
2001 ·
2002 ·
2003 ·
2004 ·
2005 ·
2006 ·
2007 ·
2008 ·
2009 ·
2010 ·
2011 ·
2012 ·
2013 ·
2014 ·
2015 ·
2016 ·
2017 ·
2018 ·
2019 ·
2020